# جزيرة إليسمير
جزيرة إليسمير (بالإنجليزية: Ellesmere Island)‏ جزء من منطقة كويكتالك في مقاطة نونافوت الكندية. تقع هذه الجزيرة ضمن الأرخبيل الكندي القطبي، وتعتبر جزءاً جزر الملكة إليزابيث، ويعتبر رأس كولومبيا أبعد نقطة في الأراضي الكندية.
تحتل الجزيرة مساحة تقدر بـ 196,235 كم مربع (75,767 ميل مربع) ما يجعلها عاشر أكبر جزيرة في العالم و ثالث أكبر جزيرة في كندا. تغطي سلسلة جبال كورديلا القطبية أغلبية أراضي الجزيرة، ما يجعلها الجزيرة الأكثر احتواء على الجبال في الأرخبيل الكندي القطبي. ولا ينمو في هذه الجزيرة من النباتات الخشبية سوى الصفصاف القطبي.

## التاريخ
أول إنسان سكن في هذه الجزيرة كان مجموعة من الصيادين وذلك بين 2000 و 1000 قبل الميلاد. 

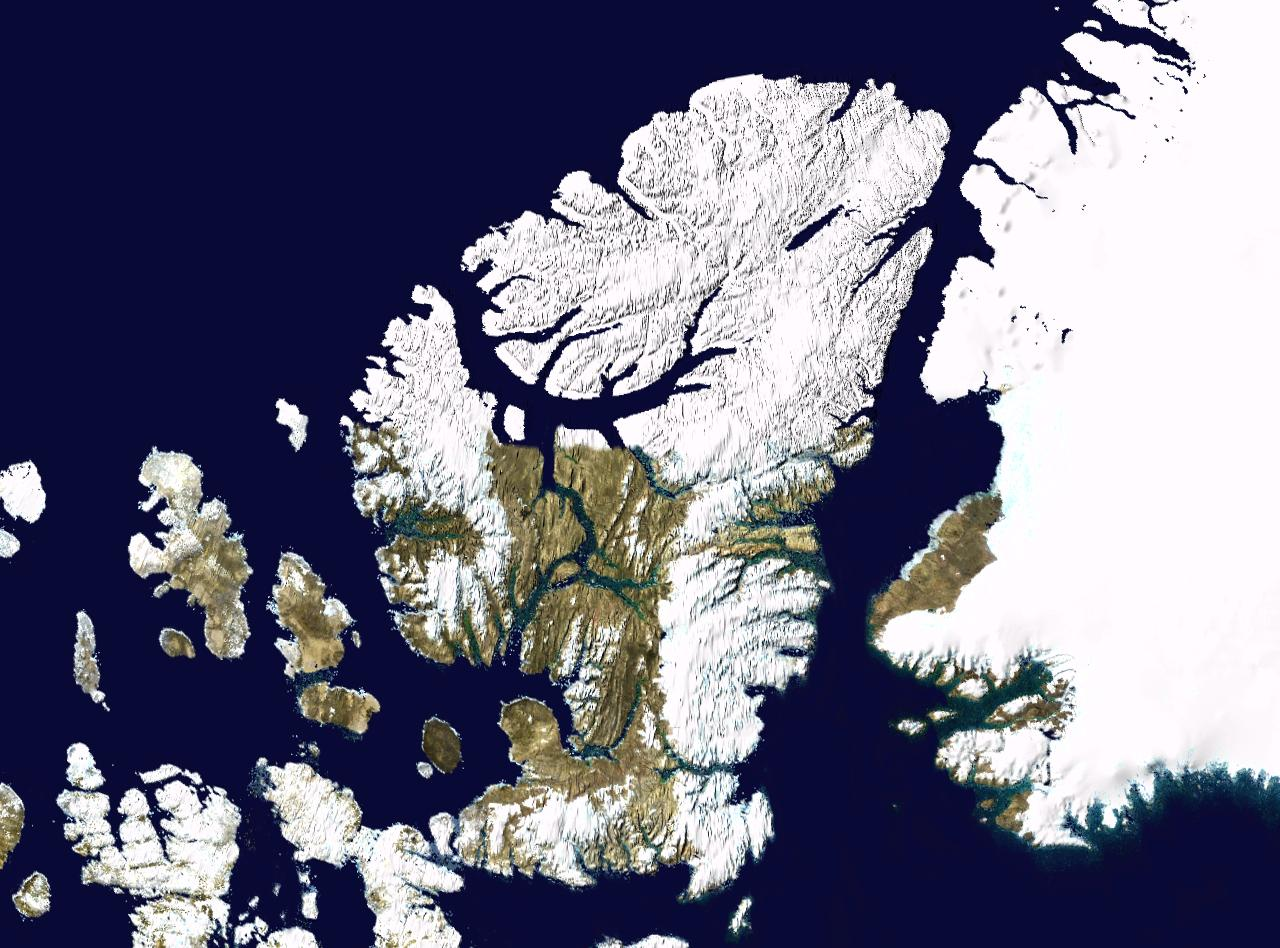
صورة من الأقمار الاصطناعية تظهر جزيرة إليسمر وما يجاورها من الأراضي